# Cimetière de Capbreton
Le cimetière de Capbreton, ou cimetière ancien, est un cimetière communal situé en Nouvelle-Aquitaine à Capbreton dans le département des Landes. L'autre cimetière de la commune est le cimetière des Pins, ou cimetière nouveau.

## Histoire et description

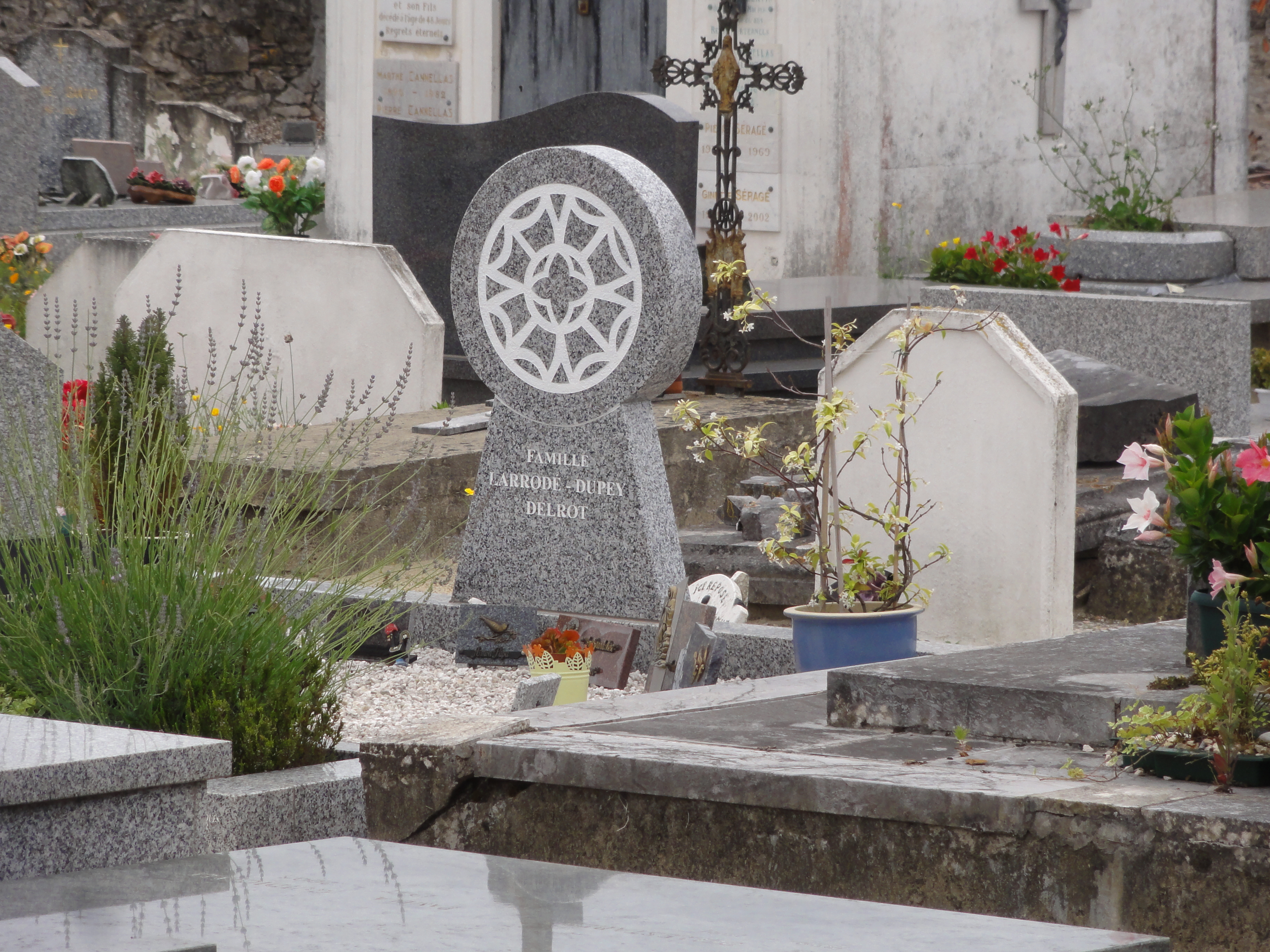
Stèle discoïdale et autres tombes.

Ce cimetière sur un terrain sablonneux et non arboré est partagé en une partie ancienne et une partie nouvelle, cette dernière n'offrant pas de caractère esthétique car les tombes y sont uniformisées. Il existe quelques chapelles familiales (famille Valentin, famille Cazenave-Darrigade-Hourcade, famille Cannellas-Tatry, famille de Jean-Baptiste Laborde, famille Lesca, Dasse, Rechou-Costabadie, etc.) dans la partie ancienne, mais la plupart des tombes sont bien modestes. Quelques personnalités locales y reposent. Il existe un carré militaire (avec quatre tombes musulmanes). On remarque des sépultures avec des stèles basques discoïdales, et une tombe avec une croix de Lorraine de réfugiés lorrains sous l'Occupation.

## Personnalités inhumées
- Clément d'Astanières (1841-1918), sculpteur élève de Falguière; sa tombe est surmontée de sa Vierge Omnipotentia Supplex
- David Chabas (1891-1996), peintre, journaliste et éditeur local[3]
- Gaston Gélibert (1850-1931), peintre animalier
- Mathias Morhardt (1863-1939), poète, dramaturge et critique d'art d'origine suisse

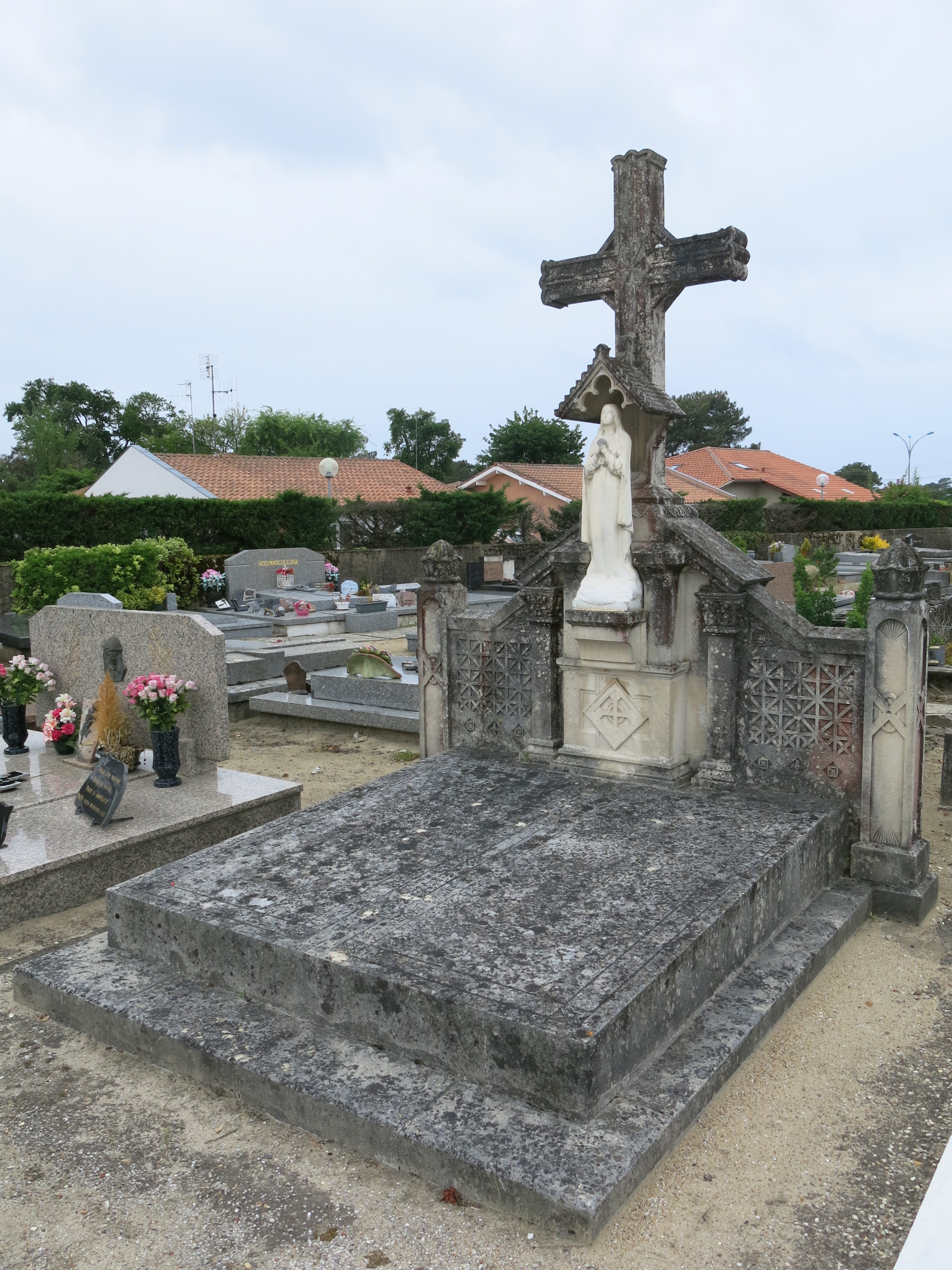
Tombeau de Clément d'Astanières.
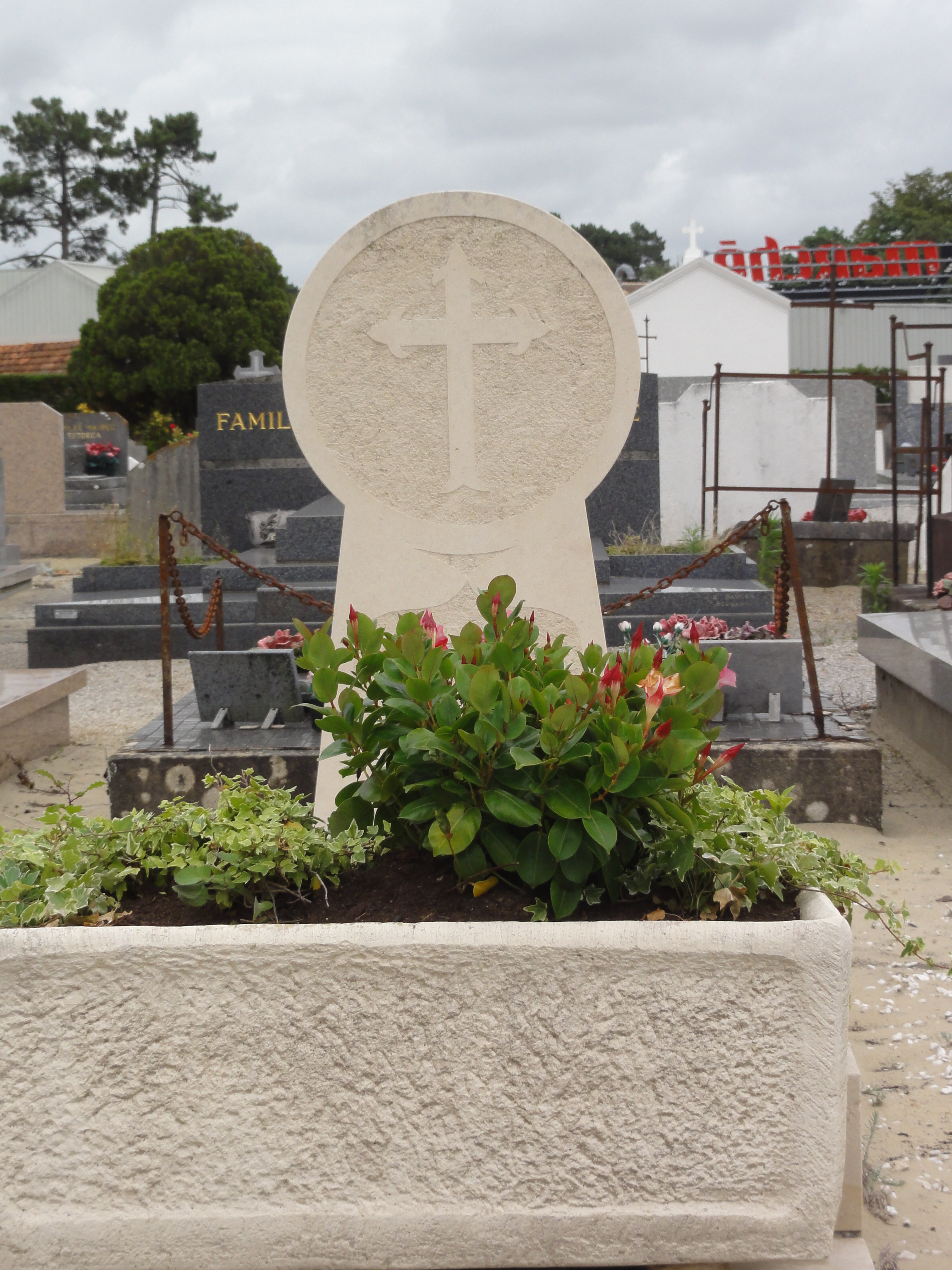
Stèle basque discoïdale
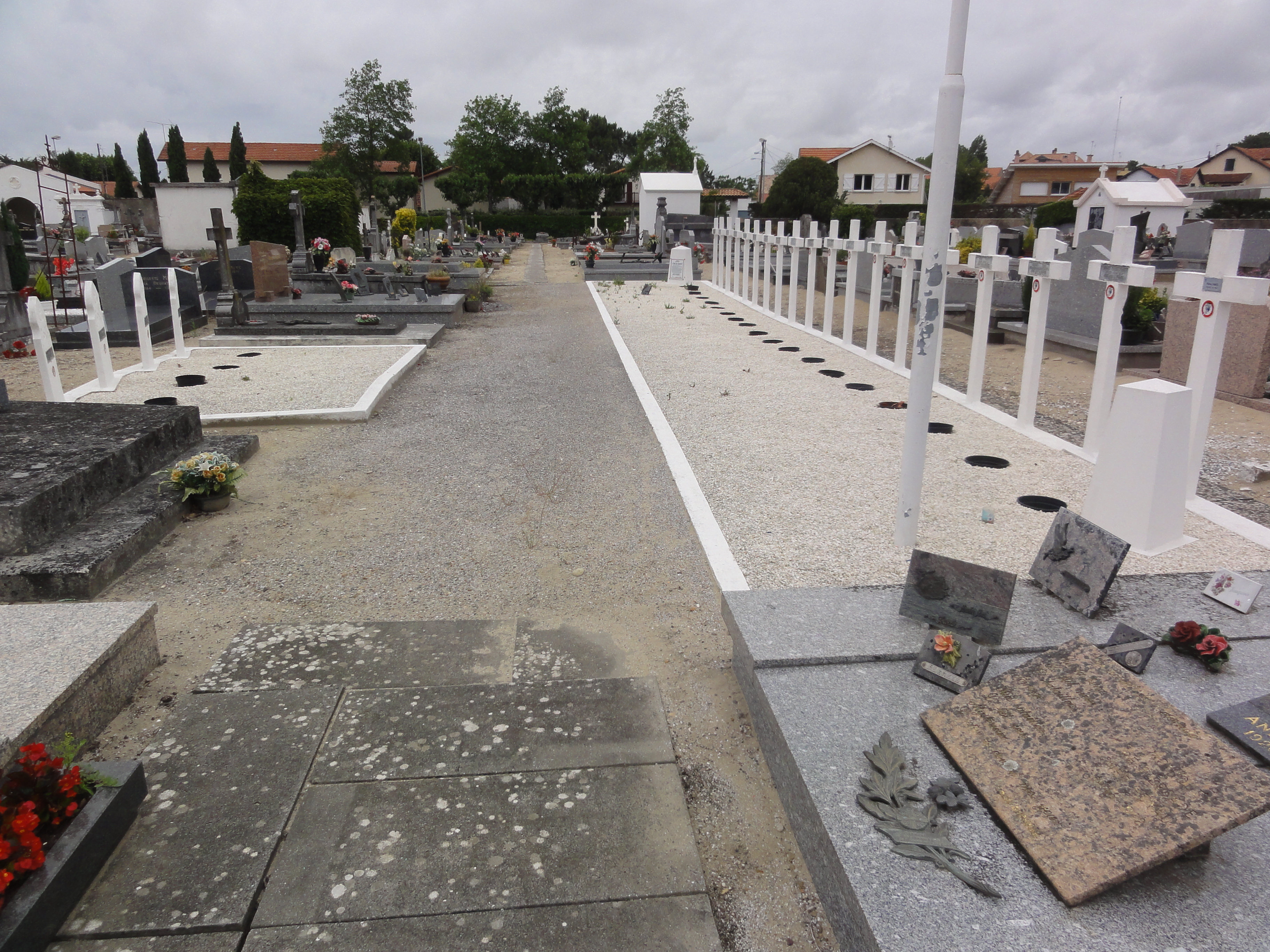
Carré militaire